# كيم هاي جون
كيم هي جون (هانغل: 김혜준) هي ممثلة كورية جنوبية. ولدت في 8 مايو 1995 في كوريا الجنوبية.

## فيلموغرافيا

### أفلام
| سنة  | اسم العمل   | دور         |
| ---- | ----------- | ----------- |
| 2018 | قصتها       | صديق هاي سو |
| 2018 | بعد الربيع  | هيانغ يي    |
| 2019 | طفل آخر     | كوون جو ري  |
| 2019 | التحول      | بارك صن وو  |
| 2020 | فتحة بالوعة | يون جو      |

### مسلسلات تلفزيونية
| سنة       | عنوان          | دور                | القناة       |
| --------- | -------------- | ------------------ | ------------ |
| 2016      | دكتور رومانسي  | جانغ هيون جو       | إس بي إس     |
| 2017      | لم شمل عوالم   | سونغ سو جي         | إس بي إس     |
| 2017      | ممطر او مشمس   | لي جاي يونغ        | جاي تي بي سي |
| 2018      | الفوضى الزوجية | كانغ ما رو         | كي بي إس 2   |
| 2019-2020 | مملكة          | الملكة تشو القرينة | نيتفليكس     |
| 2020      | رقاقة في       | يو بت نا           | ام بي سي     |
| 2021      | المفتشة كو     | سونغ يي كيونغ      | جاي تي بي سي |

### سلسلة ويب
| عام       | عنوان         | الدور        | ملاحظة     | Ref.        |
| --------- | ------------- | ------------ | ---------- | ----------- |
| 2015      | حمى الزنبق    | كيم كيونغ جو |            |             |
| 2017      | الحمى الخضراء | وان سيون     |            |             |
| 2019–2020 | مملكة         | المحظية تش.  | الموسم 1–2 |             |
| 2022      | اتصال         | لي يي-ررنغ   |            | [ 7 ]       |
| 2024      | متجر للقتلة   | جونغ جي-ان   |            | [ 8 ] [ 9 ] |

## جوائز و ترشيحات
| سنة  | جائزة                                           | فئة                                                                    |
| ---- | ----------------------------------------------- | ---------------------------------------------------------------------- |
| 2019 | جوائز بولي فيلم 28                              | أفضل ممثلة جديدة                                                       |
| 2019 | جوائز فيلم بلو دراجون الأربعون                  | أفضل ممثلة جديدة                                                       |
| 2020 | جوائز بيكسانغ 56 للفنون                         | أفضل ممثلة جديدة (فيلم)                                                |
| 2020 | جوائز الفيلم الآسيوي الرابع عشر                 | افضل وافد                                                              |
| 2020 | حفل توزيع جوائز إم بي سي دراما التاسع والثلاثين | جائزة التميز ، ممثلة في مسلسل قصير يوم الاثنين والثلاثاء / دراما قصيرة |
| 2020 | حفل توزيع جوائز إم بي سي دراما التاسع والثلاثين | أفضل ممثلة جديدة                                                       |

## روابط خارجية
- كيم هاي جون على موقع IMDb (الإنجليزية)
- كيم هاي جون على موقع ميتاكريتيك (الإنجليزية)
- كيم هاي جون على موقع روتن توميتوز (الإنجليزية)
- كيم هاي جون على موقع ألو سيني (الفرنسية)
- كيم هاي جون على موقع قاعدة بيانات الفيلم (الإنجليزية)
- كيم هاي جون على موقع ليتربوكسد (الإنجليزية)
- كيم هاي جون على موقع كينوبويسك (الروسية)